# Gušavost
Gušavost (lat. gutteria, guša, struma) je posljedica povećanja štitne žlijezde koja se nalazi s prednje strane donjeg dijela vrata. Gušavost se može javiti uz urednu funkciju štitnjače, ali i uz povećano odnosno smanjeno lučenje hormona štitnjače.

## Uzroci
Najčešći uzrok gušavosti u svijetu je nedostatak joda u prehrani i javlja se u zemljama koje ne provode jodiranje kuhinjske soli. Osim gušavosti, posljedica teškog nedostatka joda je i kretenizam. Svjetska zdravstvena organizacija procjenjuje da oko 700 milijuna ljudi ima neki stadij gušavosti, a oko 20 milijuna pati od ozbiljne mentalne retardacije. 
U razvijenim zemljama dovoljne količine joda unose se jodiranjem kuhinjske soli. Propisana količina kalijevog jodida koju mora sadržavati 1 kg soli je 20-30 mg. Gušavost u tim područjima može biti posljedica razvoja čvorova u štitnjači pa nastaje čvorasta struma. Također može biti posljedica autoimunih poremećaja u kojima se razvija difuzna struma. 

## Klinička slika
Gušavost je najčešće blaga pa se simptomi ni ne javljaju. Pri većem povećanju štitnjače, posebice ako je nastalo u kraćem razdoblju, javljaju se smetnje pritiska u području vrata, primjerice smetnje gutanja ili promuklost. Ako se uz gušavost javi poremećaj lučenja hormona štitnjače, vodeći simptomi obično su posljedica njihovog viška ili nedostatka. Kod povećanog lučenja hormona štitnjače (hipertireoza) dolazi do ubrzanog metabolizma s pojačanim znojenjem, osjećajem vrućine, drhtanjem, lupanjem srca, nervozom, nesanicom i gubitkom težine. Smanjeno lučenje hormona štitnjače (hipotireoza) uzrokuje umor, usporenost, pospanost, nepodnošenje hladnoće i porast težine.  

## Dijagnoza
Velika guša primjećuju se kao izbočenje s prednje strane vrata, a kad je manja može se samo napipati prstima. Ultrazvuk vrata danas je standardna pretraga za precizno određivanje veličine štitnjače i prisutnosti guše.  

## Liječenje
Guše koje uzrokuju simptome pritiska na vratu liječe se operativno. U guša uz koje se javlja poremećaj lučenja hormona mogu se primijeniti lijekovi koji nadoknađuju odnosno smanjuju funkciju štitnjače.

## Povijest
Endemska gušavost se zbog nedostatka joda javljala posebno u planinskim područjima Europe. U hrvatskim krajevima gušavost se bilježi od srednjeg vijeka, a sredinom 20. stoljeća najveća učestalost zabilježena je u selu Rude u Samoborskom gorju uz pojavu endemskog kretenizma.
Prema istraživanjima iz 1963. na području Srebrenice i okolice 38% stanovništva je bilo gušavo.

## Vanjske poveznice
Strategija BiH protiv poremećaja nastalih uslijed nedostatka joda
T Jukić et al. Priča o selu Rude pedeste godina nakon uvođenja obvezne jodne profilakse u Hrvatskoj.  Arhivirana inačica izvorne stranice od 1. veljače 2014. (Wayback Machine) Coll. Antropol.32(2008) 4: 1251–1254
|  | Molimo pročitajte upozorenje o korištenju medicinskih informacija. Ne provodite liječenje bez savjetovanja s liječnikom! |